# Gate to the East
Gate to the East («Ворота на Восток») — небоскрёб высотой 301,8 метра в городе Сучжоу, Китай. Церемония закладки фундамента прошла 30 сентября 2004 года. В являющемся как бы въездными воротами в город и имеющем форму арки небоскрёбе на площадях 340 тыс. м² расположены офисы, отель, квартиры и торговые помещения. Строительство обошлось в 700 млн юаней и завершилось в 2016 году.